# Institute of International Business
Institute of International Business (IIB), grundat 1975, var tidigare ett forskningsinstitut med inriktning mot internationellt företagande vid Handelshögskolan i Stockholm. Institutet lades ned i slutet av 2000-talet och dess verksamhet har integrerats i högskolans institutioner. 

## Historia

### 1970-talet
IIB bildades vid ett styrelsemöte på Handelshögskolan i Stockholm den 7 oktober 1975. IIB:s första styrelsemöte sammanträdde den 27 oktober samma år. Styrelsen bestod av Erik Dahmén, Björn Lundvall, Per-Jonas Eliæson, Arne Henrikson, Sven-Erik Johansson, Rudolf Meidner, Hans Rausing, Hans Stahle och Sven Ågrup.
IIB:s verksamhet startade 1976. Institutet hade inrättats för att stärka Handelshögskolans position inom internationell affärsforskning och relaterade utbildningsprogram. Tre av högskolans hedersdoktorer och donatorer, Ruben Rausing, Jacob Wallenberg och Marcus Wallenberg, inledde skapandet av institutet. IIB:s första direktör var Lars Otterbeck. Ordförande i styrelsen var Björn Lundvall, VD och koncernchef för Ericsson.

### 1980-talet
År 1980 tog Gunnar Hedlund över som direktör, och Hans Stahle, VD och koncernchef för Alfa Laval, blev styrelseordförande. Samma år arrangerade IIB sin första internationella forskningskonferens om "Hanteringen av huvudkontor-dotterrelationer i multinationella företag". 
1981 IIB publicerade sin första doktorsavhandling, av Laurent Leksell. Samma år startade IIB ett internationellt utbytesprogram för studenter och institutet erbjöd ett engelskspråkigt program, International Business Program.
Den första Prins Bertil-symposiet arrangerades av IIB 1984 på temat "Strategier i den globala konkurrensen". Konferensen lockade ledande forskare från hela världen. 
1987 blev Staffan Burenstam Linder, rektor för Handelshögskolan i Stockholm, ordförande i styrelsen för IIB. Följande år hade IIB etablerat två professurer vid Handelshögskolan, de två positionerna gick till Gunnar Hedlund och Jan-Erik Vahlne. Jan-Erik Vahlne blev direktör för IIB samma år. 
År 1989 flyttade IIB från dess plats i Handelshögskolan i Stockholms huvudbyggnad till Holländargatan 32.  

### 1990-talet
1992 tog Gunnar Hedlund återigen över som direktör för IIB. 
Örjan Sölvell blev direktör för IIB 1994. Det andra Prins Bertil-symposiet, "Dynamic Firm", organiserades av IIB i samarbete med Harvard Business School samma år. Två ny program lanserades Advanced Management Program (AMP) för ledande befattningshavare, 1993, och International Graduate Program (IGP) för internationella masterstudenter, 1995. 
År 1996 firade IIB sitt 20-årsjubileum. En dag för alumner arrangerades den 9 maj. I december samma år var IIB värd för European International Business Academys (EIBA) 22:e årliga konferens.
Professor Gunnar Hedlund avled den 18 april 1997. Hedlund hade tillbringat 22 år på institutet och bidrog till att leda IIB till en internationellt erkänd position. År 1997 tog IIB ansvar för Hans Stahles minnesfond. År 1998 utdelade IIB det första The Gunnar Hedlund Award för världens bästa doktorsavhandling inom området internationellt företagande. Priset blev institutions årlig pris (för närvarande € 10.000) och delas fortfarande ut vid European International Business Academys årliga möte. År 1999 arrangerade IIB det tredje Prins Bertil-symposium, "intertemporala avvägningar i sociala system". 

### 2000-talet
I januari 2000 startades det första NORD-IB-programmet (Nordiska högskolan i International Business), avsedd för doktorander från Norden invigdes. 
Den 1 oktober 2002 tillträdde docent Peter Hagström som institutets direktör.
I slutet av 00-talet avvecklades instituet, och verksamheten integrerades främst i Institutionen för Marknadsföring och Strategi vid Handelshögskolan.